# Centro Juvenil de Campanhã
O Centro Juvenil de Campanhã - Seminário dos Meninos Desamparados, tem quase 200 anos de vida. Desde então, já albergou cerca de 5300 meninos. O Centro desempenha diversas ações de caridade e solidariedade social, dispondo de diversas actividades para os jovens ocuparem os seus tempos livres, como judo e futebol. Tem como principal objetivo acolher com afeto e educar para a responsabilidade bem como preparar para a vida ativa as crianças e jovens dando-lhes a oportunidade de construir as suas vidas.

## História
Após a segunda invasão do exército francês, ao Porto, sob o comando de Soult, em 1809, ocorreu a tragédia da Ponte das Barcas, onde milhares de portugueses ficaram sepultados nas águas do rio Douro. Sensibilizado, o Padre José de Oliveira fundou, em 1814, o Seminário dos Meninos Desamparados, com o intuito de recolher crianças e jovens que haviam perdido os pais.
Inicialmente, o padre acolheu as crianças na sua casa. Mais tarde, com a fundação do seminário, passou-as para um espaço na Rua do Almada e, depois, para a Torre da Marca.
Após ter conhecido várias instalações na cidade, a instituição transfere-se em 30 de Abril de 1863 para a Quinta do Pinheiro em Campanhã, instalando-se em definitivo nesta quinta sobranceira ao Douro que deu origem a esta instituição - O Centro Juvenil de Campanhã.
A instituição que começou por recolher as crianças órfãs, cujos pais morreram na tragédia, hoje acolhe, em regime de internato, crianças e jovens do sexo masculino, de risco, encaminhadas pelo Tribunal de Menores e Família e Comissões de Proteção de Menores, bem como, atua em algumas divisões voltadas para acolher crianças e jovens em risco e de meios desfavorecidos, visando o desenvolvimento da formação intelectual integral.
Em 2015, 8 pessoas foram absolvidas de acusações de maus-tratos a jovens abrigados na instituição.

## Polo de Vila do Conde
Este novo polo surge como resposta a um pedido da Segurança Social, em 2002, que entendeu que o Centro deveria ajudar mais crianças. A construção do Polo de Vila do Conde surge como uma peça fulcral na missão do Centro já que este não consegue dar resposta a todos os pedidos que lhe são feitos, atingindo muitas vezes a sua capacidade máxima de acolhimento.  Esta necessidade deve-se à grande quantidade de pedidos de acolhimento que o Centro recebe e à impossibilidade de os satisfazer a todos. Vive essencialmente de subsídios e com a ajuda e apoio da sociedade civil, principalmente durante as campanhas nacionais de angariação de fundos e ações de mecenato. O Centro é visto como casa e "família" para muitos dos jovens que alberga, pela forma como são tratados e por todo o carinho que lhes é prestado, sendo que este novo polo permitirá ajudar mais crianças desfavorecidas.

## Valências
O Centro Juvenil de Campanhã é composto por:
1. Lar de Crianças e Jovens (Porto e Vila do Conde)
2. Unidade de Emergência Infantil
3. Centro de Acolhimento Temporário - CAT (Porto e Vila do Conde)
4. Creche e Jardim de Infância (em regime aberto)